# Lindisfarne (zespół muzyczny)

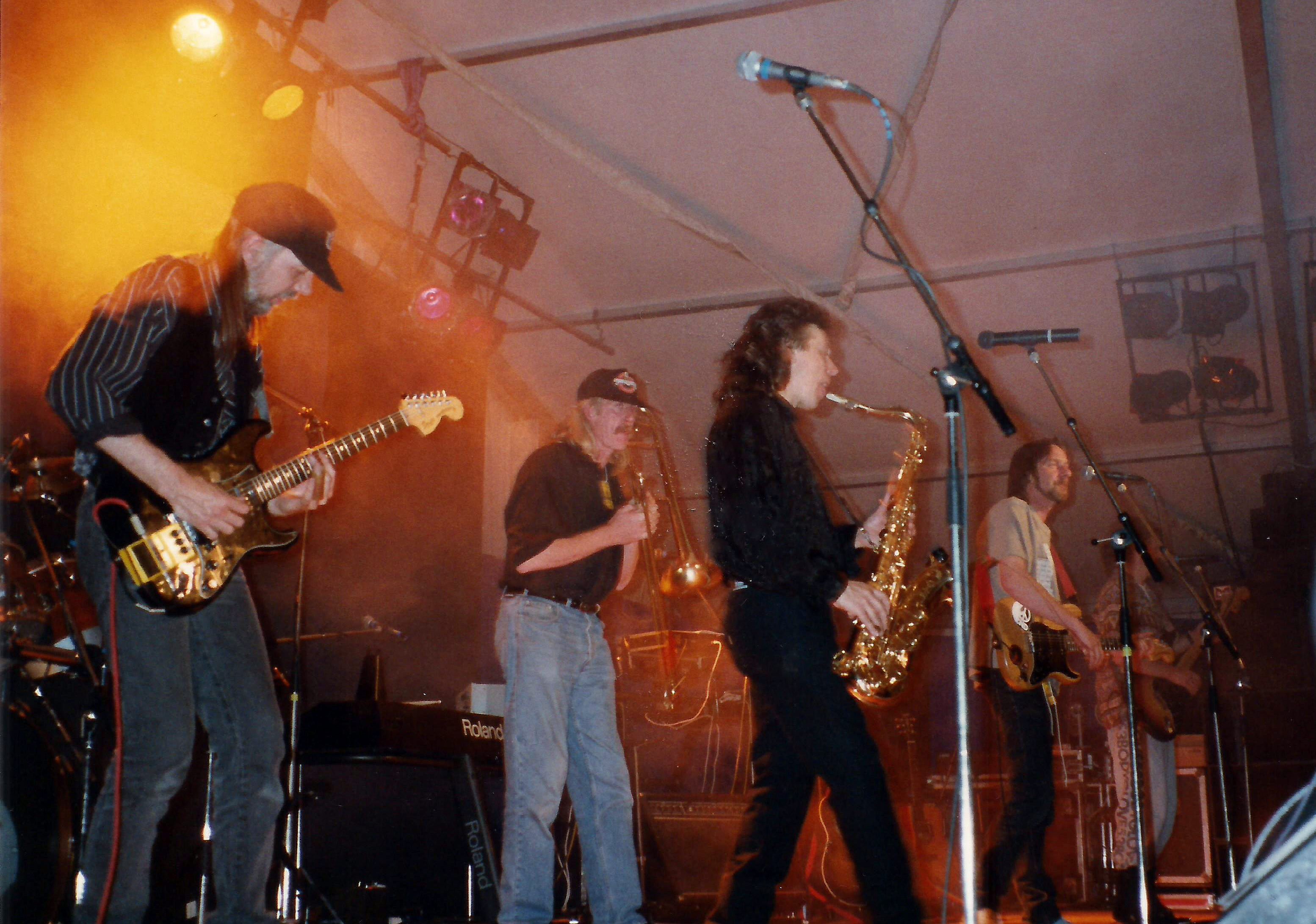
Lindisfarne 1991

Lindisfarne – brytyjski zespół wykonujący muzykę folk rockową. 
Grupa powstała  w 1966 roku w Newcastle. W okresie debiutu posługiwała się różnymi nazwami, m.in. Downtown Function i Brethren. Inspiracji muzycznych szukała zarówno w folklorze Wysp Brytyjskich, jak i w ruchu hippisowskim. 

## Kariera zespołu
Pierwszy skład: Alan Hull - śpiew, gitara i instrumenty klawiszowe,; Ray Jackson - spiew, mandolina, bandżo, harmonijka; Simon Cowe - gitara, mandolina, bandzo, śpiew; Rod Clements - bas, gitara, skrzypce, instrumenty klawiszowe, śpiew; Ray Laidlaw - perkusja. W 1973 r. Hull i Jackson dobrali sobie inny skład zespołu. Pojawili się Kenny Craddock - instrumenty klawiszowe i girara; Charlie Harcourt - gitara; Tommy Duffy - bas i Paul Nichols - perkusja. W 1975 roku grupa zawiesiła działalność. W roku 1978 odrodziła się w pierwotnym składzie.
Najbardziej znani są z albumów z lat 70. dwudziestego wieku: "Nicely Out of Tune" (1970), "Fog on the Tyne" (1971), który stał się najlepiej sprzedającym się albumem w Wielkiej Brytanii w 1972 roku, "Dingly Dell" (1972) i "Back and Fourth" (1978). Przebojami były takie utwory jak: Meet Me on the Corner, Lady Eleanor, Run For Home, Fog On The Tyne i We Can Swing Together.
Pod koniec lat 70. Lindisfarne przestał odnosić sukcesy. Nadal koncertowali i nagrywali albumy, ale komercyjnego sukcesu już nie było. W 1990 roku odszedł Ray Jackson, który oprócz Hulla był jedynym, który grał od początku. W tym samym roku zespół odniósł szczególny sukces. Wraz z gwiazdą futbolu Paulem "Gazzą" Gascoigne, pochodzącym z północnej Anglii i rozpoczynającym karierę w Newcastle United, nagrali ponownie tytułowy utwór z drugiego albumu Fog on the Tyne. Gazza był bohaterem reprezentacji Anglii na Mistrzostwach Świata we Włoszech w 1990 roku. Wraz z nim Lindisfarne zajął najwyższe miejsce w rankingach singli z numerem 2.
Kiedy 17 listopada 1995 roku zmarł nieoczekiwanie najważniejszy muzyk w zespole, Alan Hull, reszta zdecydowała się kontynuować działalność. Koncertowali, a także nagrywali albumy. Ostatni, "Promenade"  w 2002 roku. 1 listopada 2003 roku zagrali ostatni koncert ze zmniejszoną obsadą pod nazwą Lindisfarne Acoustic.

## Muzycy grający w zespole

### Muzycy założyciele
- Alan Hull (20 lutego 1945-17 listopada 1995): wokal, gitara, do 1995
- Simon Cowe (1 kwietnia 1948 - 30 września 2015): gitara, do 1973 i 1977 do 1993
- Rod Clements (ur. 17 listopada 1947): bas, skrzypce, do 1973 i 1977 do 2003
- Ray Laidlaw (ur. 28 maja 1948): perkusja, do 1973 i 1977 do 2003
- Ray Jackson (urodzony 12 grudnia 1948): mandolina, harmonijka ustna, do 1990 roku

### Inni muzycy
- Kenny Craddock († 2002): instrumenty klawiszowe, śpiew, 1973 do 1975, 1993
- Charlie Harcourt: gitara, instrumenty klawiszowe, 1973 do 1975
- Tommy Duffy: bas, wokal, 1973 do 1975
- Paul Nichols: perkusja, 1973 do 1975
- Marty Craggs: saksofon, flet, akordeon, 1984 do 2000
- Steve Daggett, instrumenty klawiszowe, 1986-1989
- Ian Thomson: Bass, 1993-2003
- Dave Hull-Denholm: gitara, wokal 1993 do 2003
- Billy Mitchell: wokal, gitara, 1995-2003

## Dyskografia

### Albumy studyjne
- Nicely out of Tune (1970)
- Fog on the Tyne (1971)
- Dingly Dell (1972)
- Roll on Ruby (1973)
- Happy Daze (1974, tylko w USA)
- Back and Fourth (1978)
- The News (1979)
- Sleepless Nights (1982)
- Dance Your Life Away (1986)
- Amigos (1989)
- Elvis Lives on the Moon (1993)
- Blues From the Bothy (1997)
- Here Comes the Neighbourhood (1998)
- Promenade (2002)

### Albumy koncertowe / kompilacje
- Lindisfarne Live (1973)
- Finest Hour (1975, Best of)
- Magic In The Air (1978, Live)
- The Best Of (1993, Best of, UK:
- Another Fine Mess (1995, Live)

### Single
- Lady Eleanor (1971)
- Meet Me on the Corner (1971)
- All Fall Down (1972)
- Juke Box Gypsy (1978)
- Run for Home (1978)
- Nights (1982)
- Winning the Game (1983, tylko w Niemczech)
- Lady Eleanor ’88 (1988)
- Fog on the Tyne (nowe nagranie) z Gazza i Lindisfarne (1990)[3]